# Општина Реча (Марамуреш)
Реча (рум. Recea) општина је у Румунији у округу Марамуреш.
Oпштина се налази на надморској висини од 157 m.